# Rîșcova, Criuleni
Rîșcova este un sat din raionul Criuleni, Republica Moldova.

## Administrație și politică
Componența Consiliului local Rîșcova (9 consilieri), ales la 5 noiembrie 2023, este următoarea:
|  | Partid                                       | Consilieri | Componență | Componență | Componență | Componență | Componență |
|  | -------------------------------------------- | ---------- | ---------- | ---------- | ---------- | ---------- | ---------- |
|  | Partidul Acțiune și Solidaritate             | 5          |            |            |            |            |            |
|  | Partidul Social Democrat European            | 2          |            |            |            |            |            |
|  | Partidul Socialiștilor din Republica Moldova | 2          |            |            |            |            |            |

## Galerie de imagini

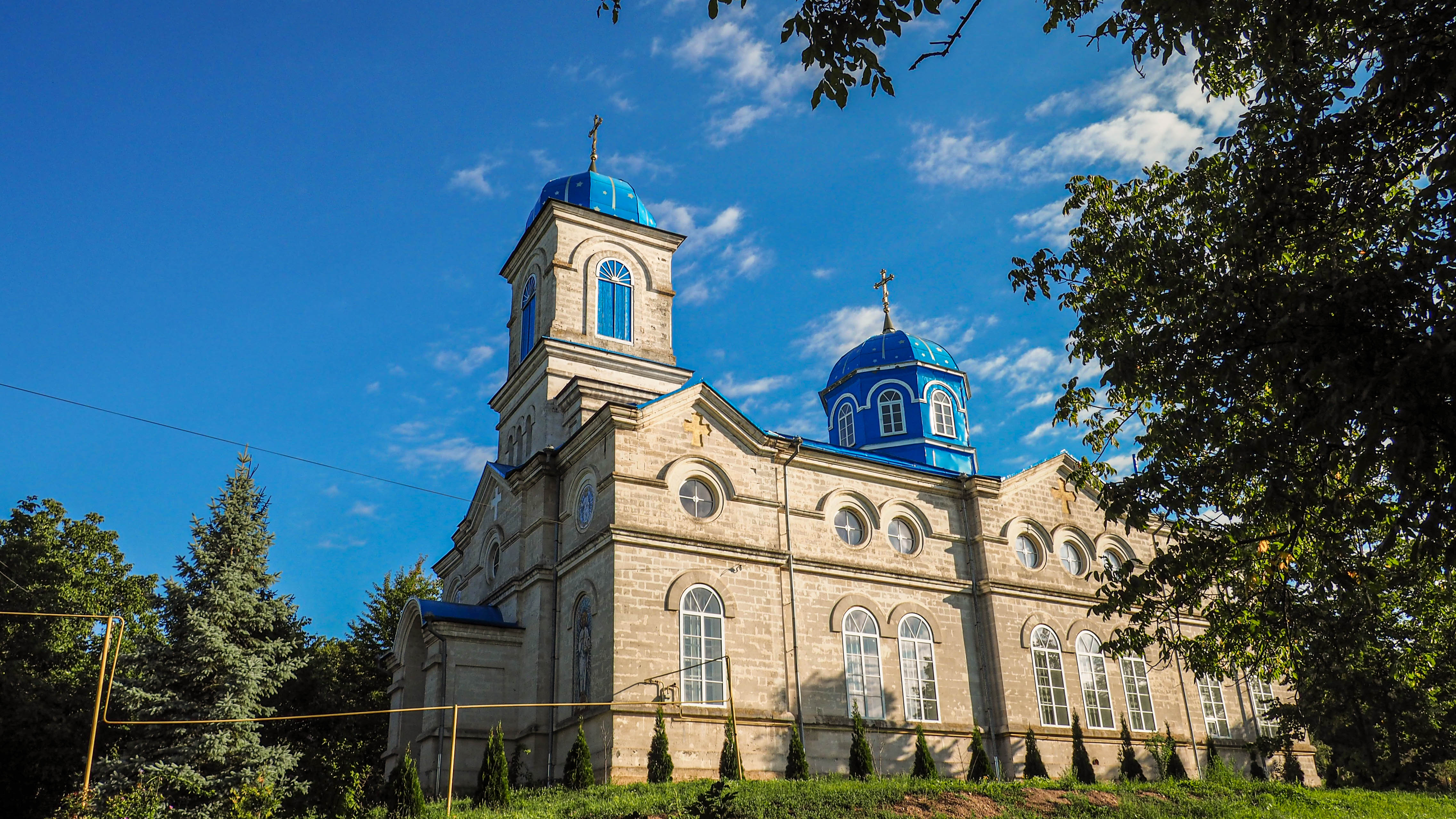
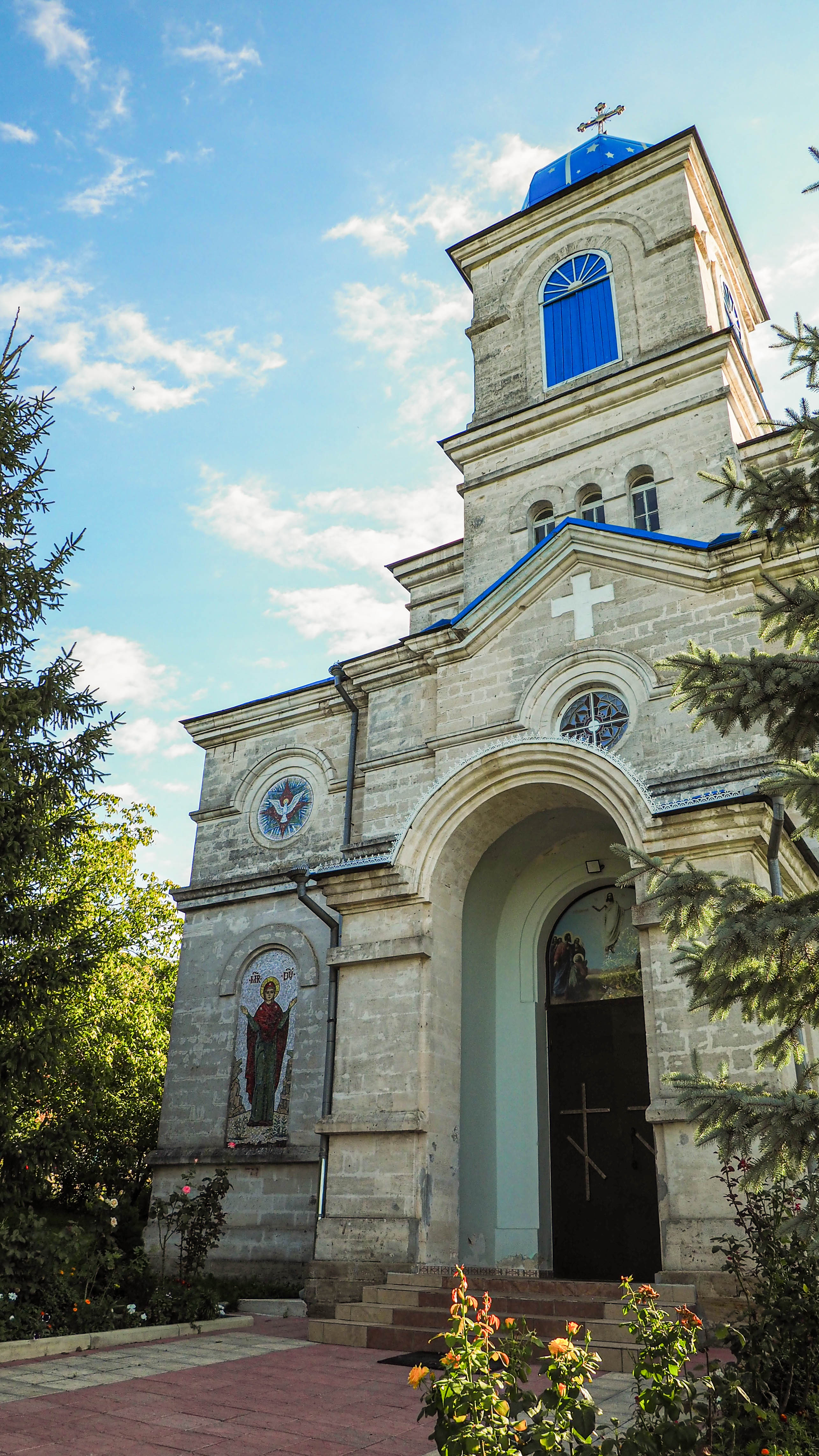
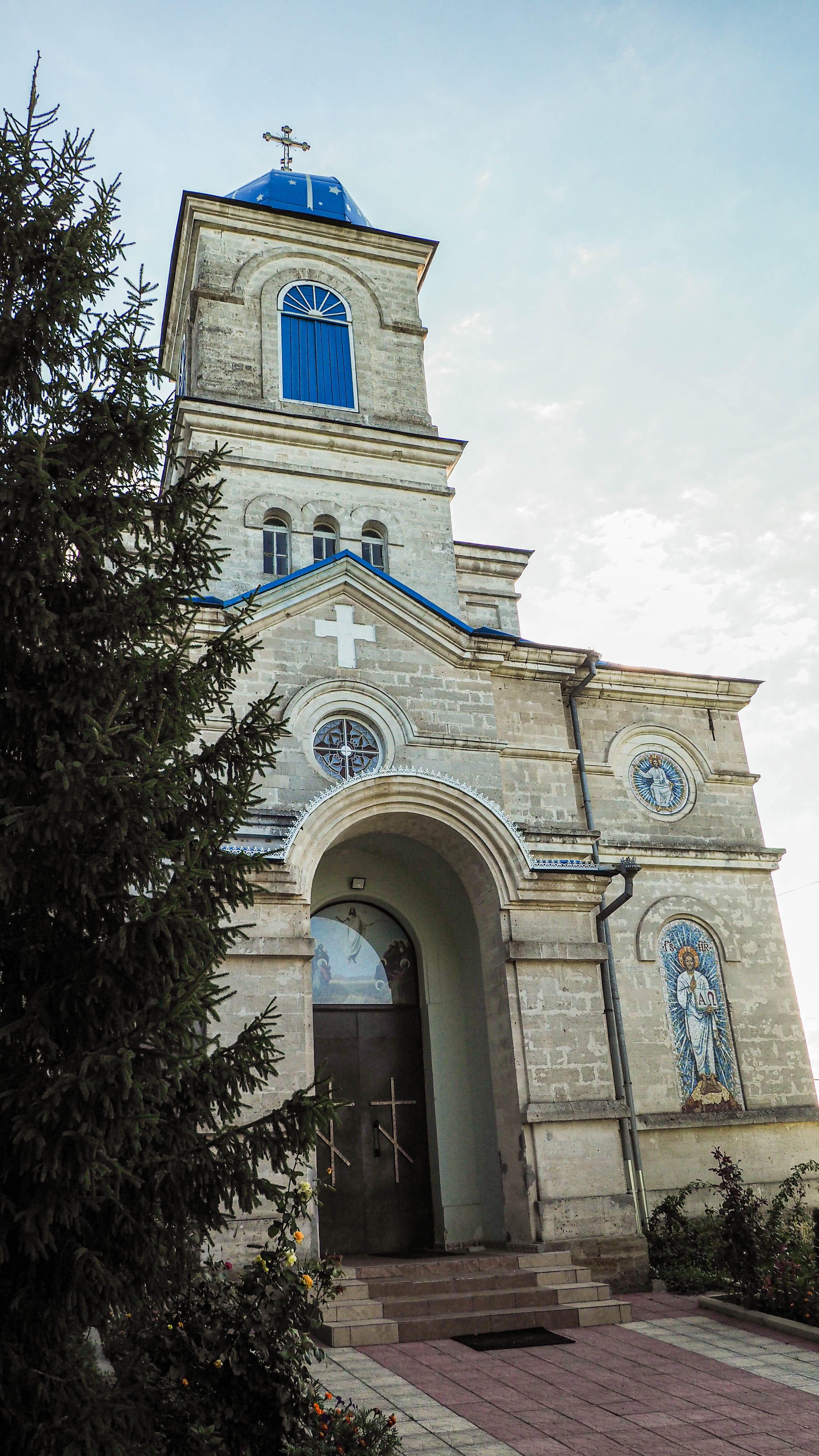
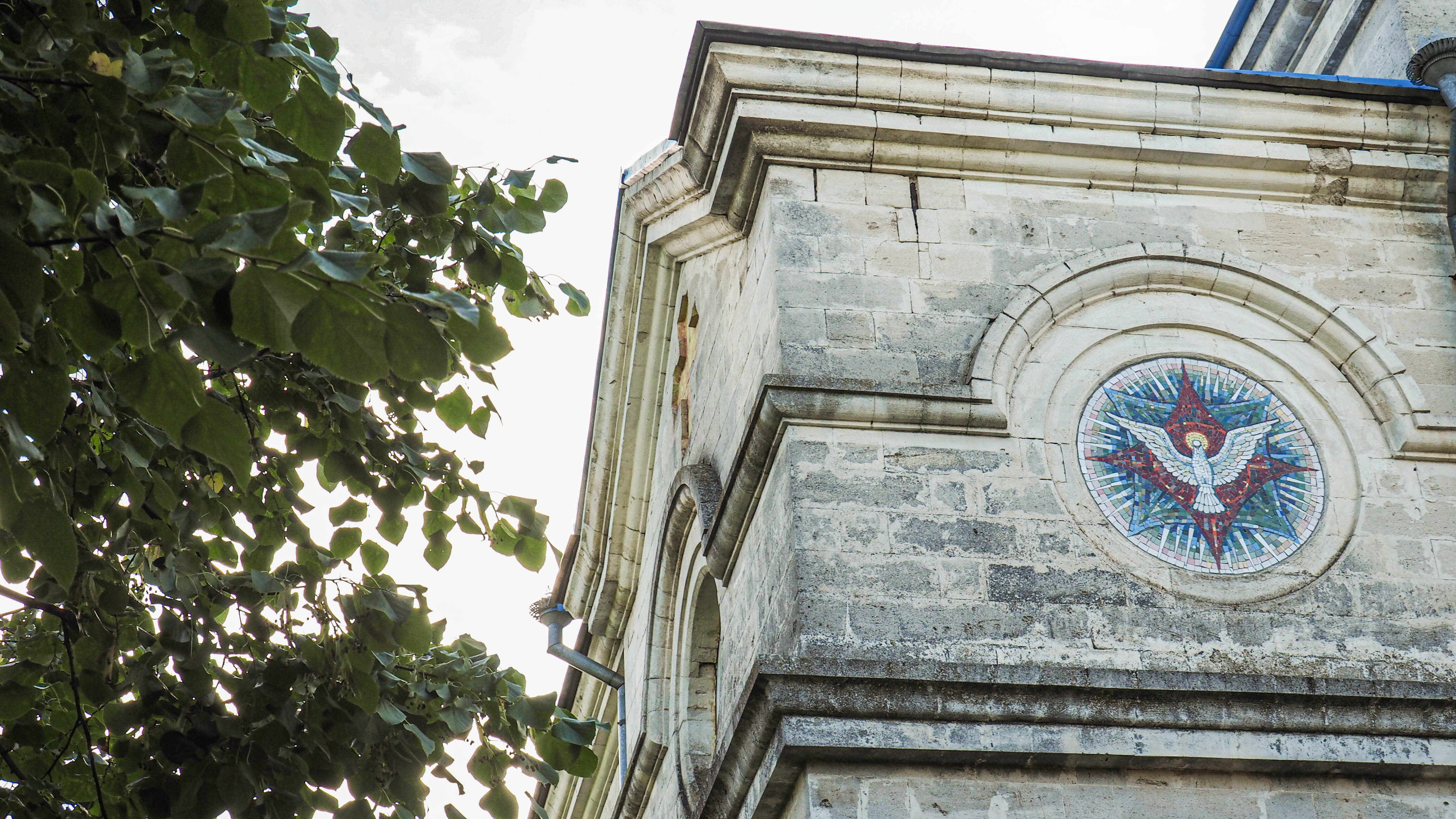
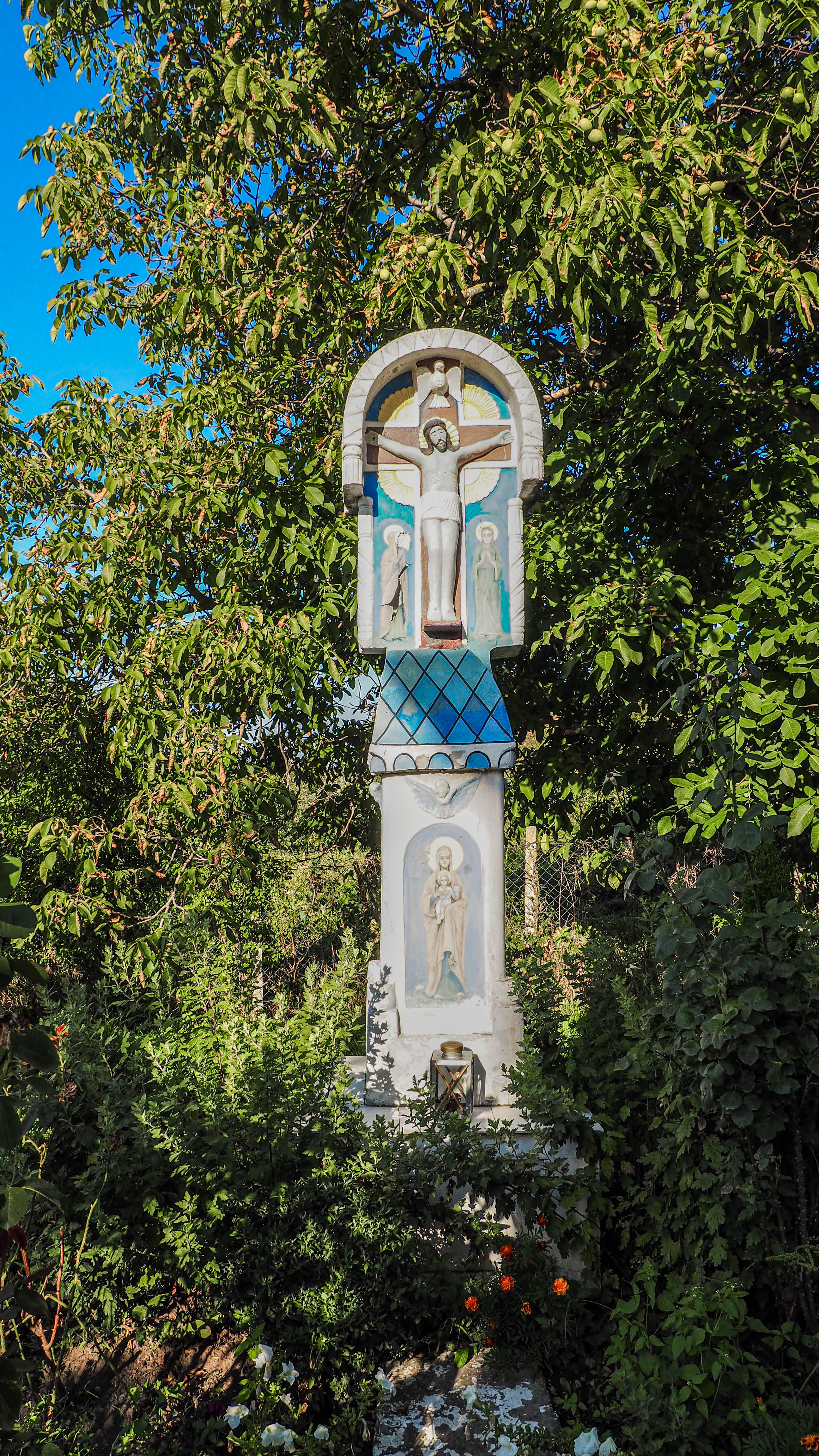
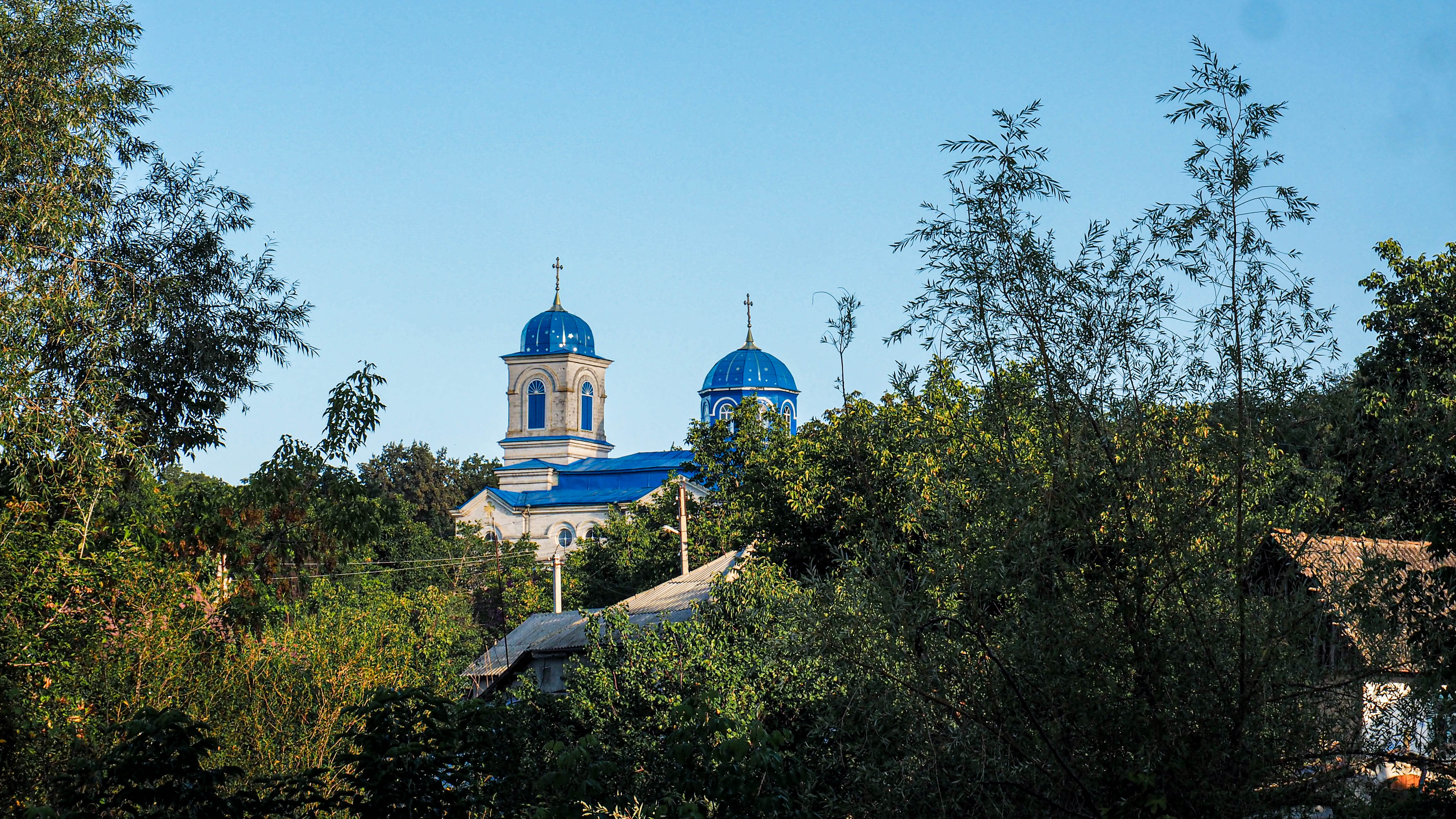

Biserica „Înălțarea Domnului”, monument ocrotit de stat.
Alte locuri

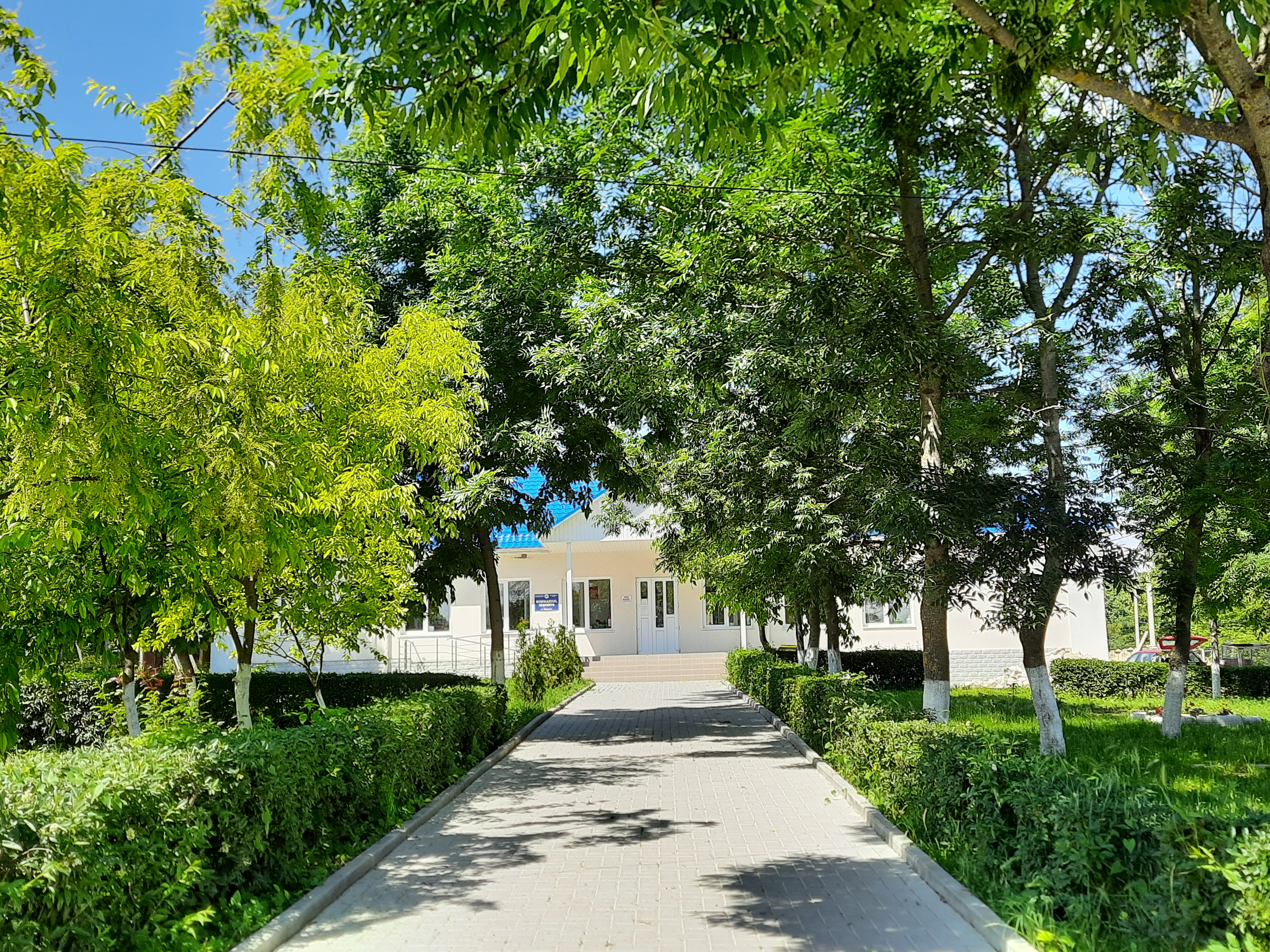
Gimnaziul
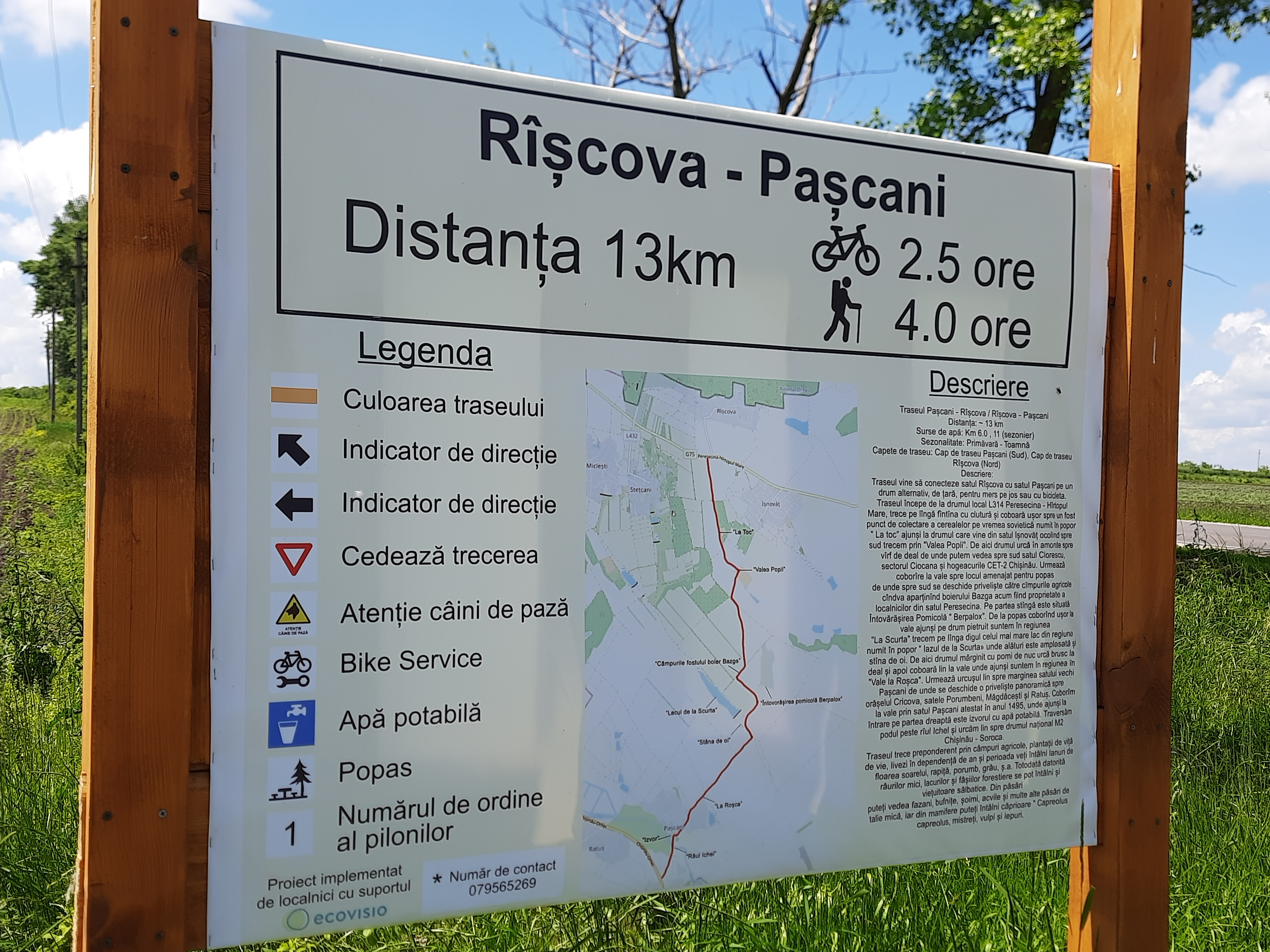
Panou informativ al traseului Rîșcova–Pașcani.
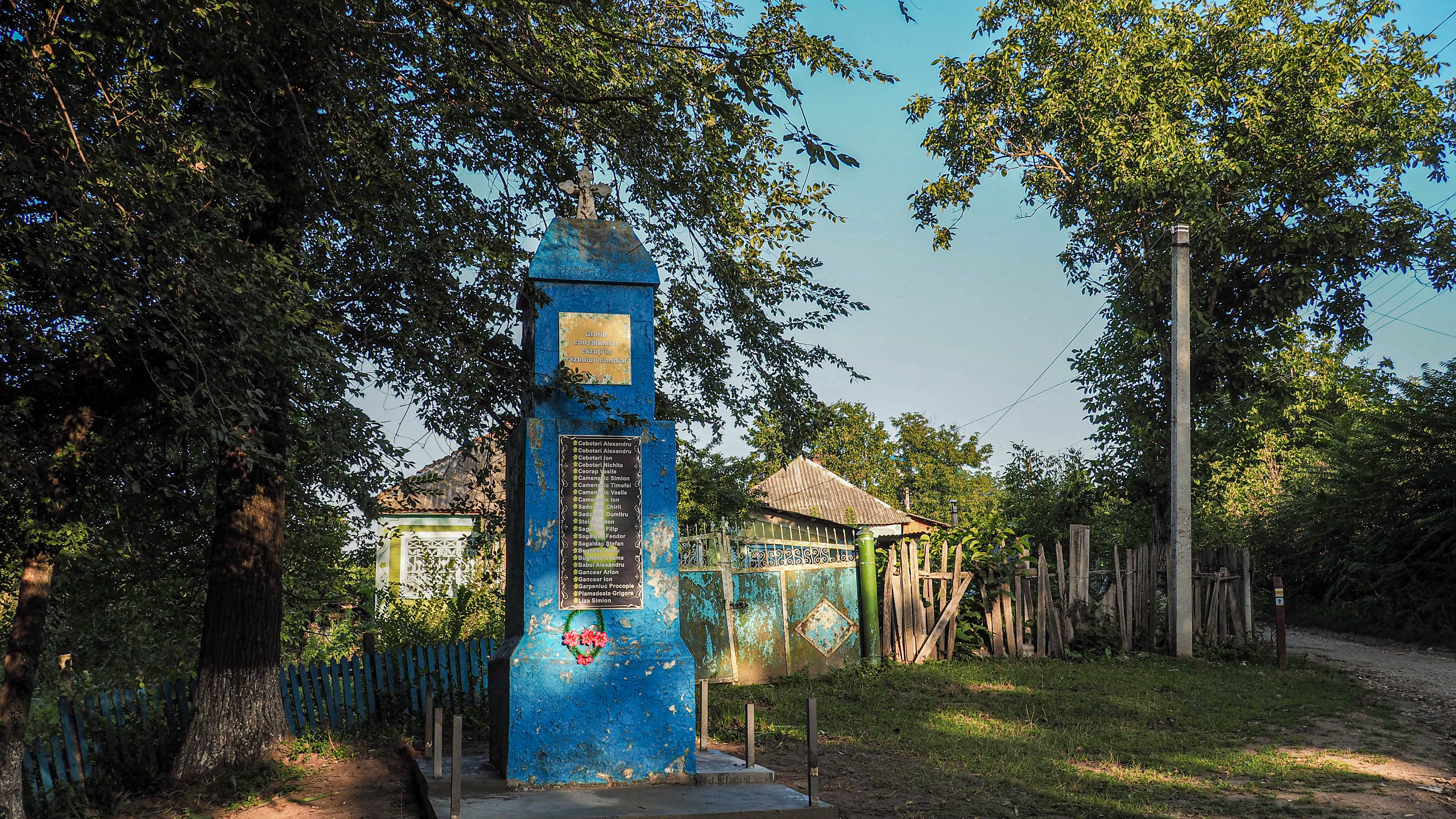
Monument în memoria consătenilor căzuți în Al Doilea Război Mondial.
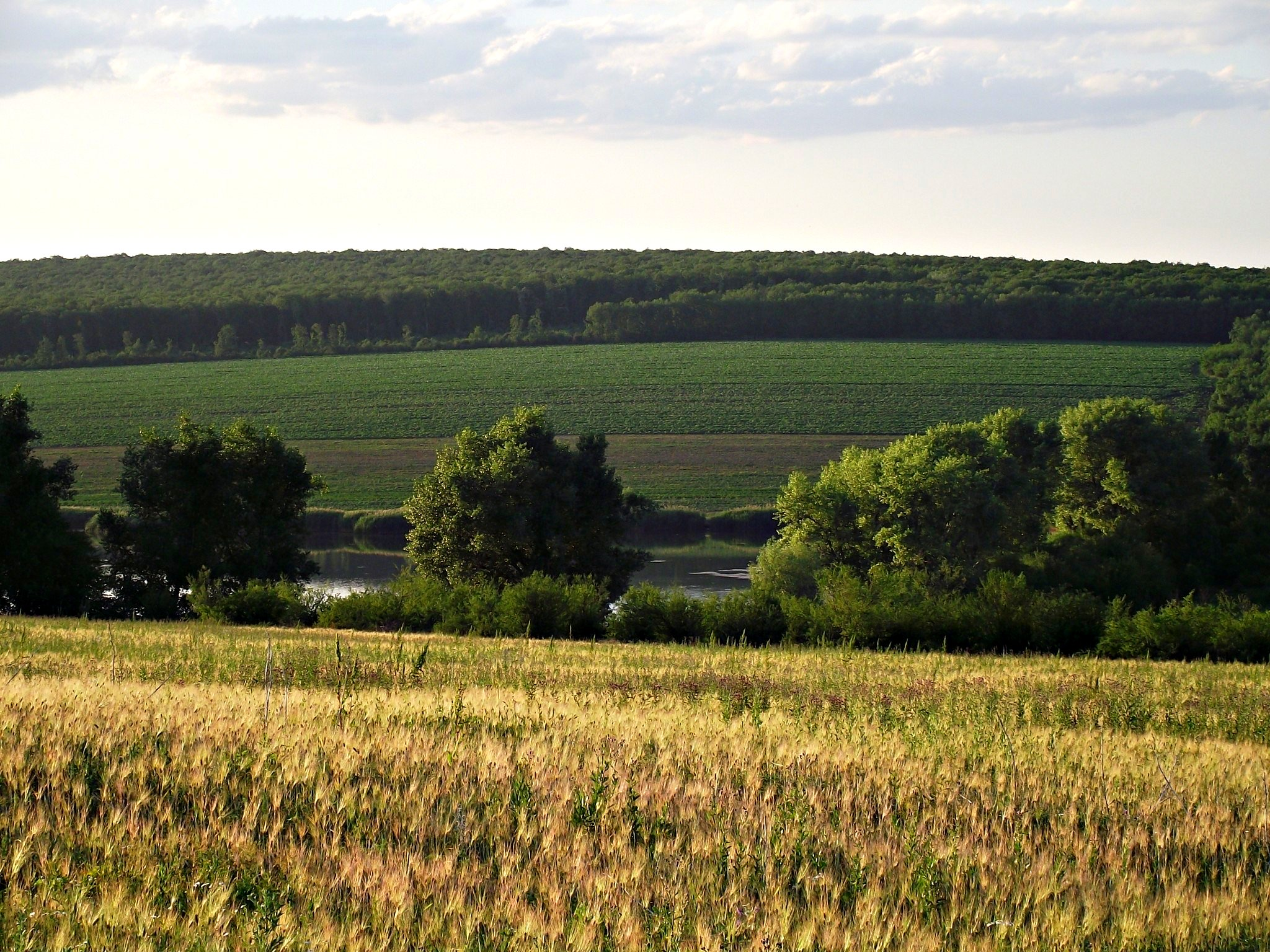
Peisaje adiacente.
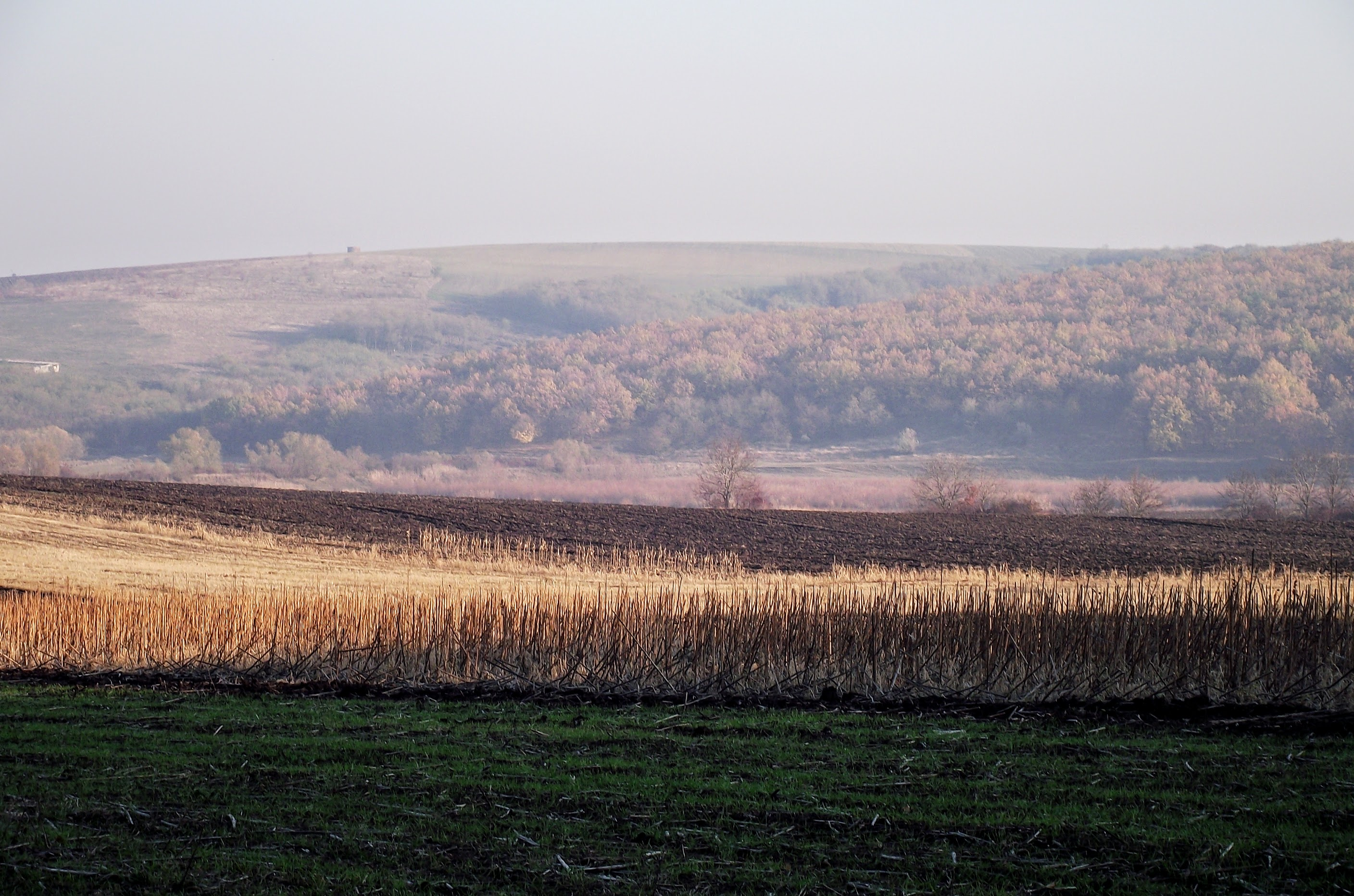
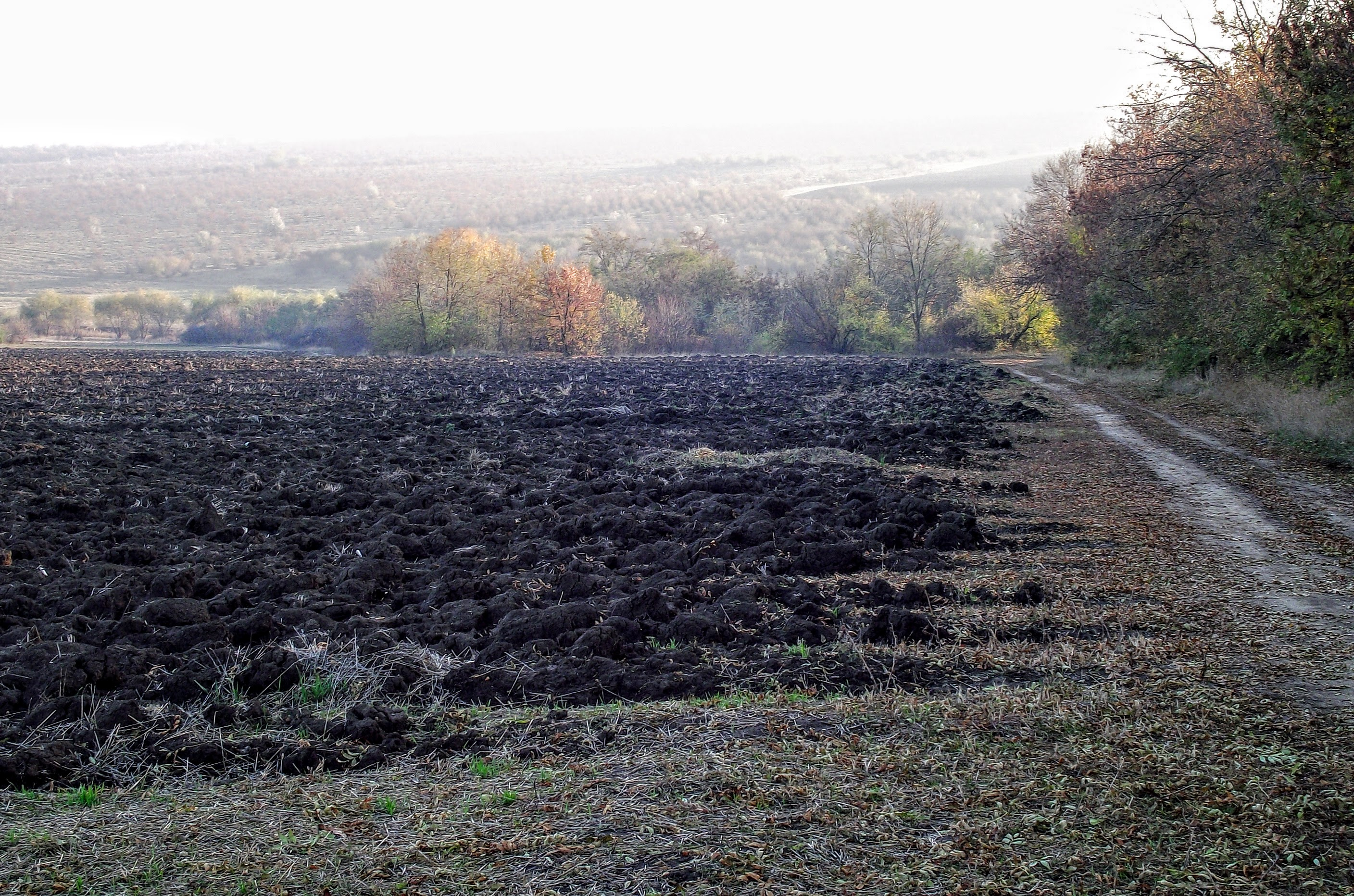